# 倫尼山
64°41′S 63°35′W / 64.683°S 63.583°W
倫尼山（英語：Mount Rennie）是南極洲的山峰，位於帕默群島的昂韋爾島南部，處於法蘭西山西南面，海拔高度1,555米，由英國研究隊測量，現時由南極條約體系管理。